# Zelki (Wydminy)

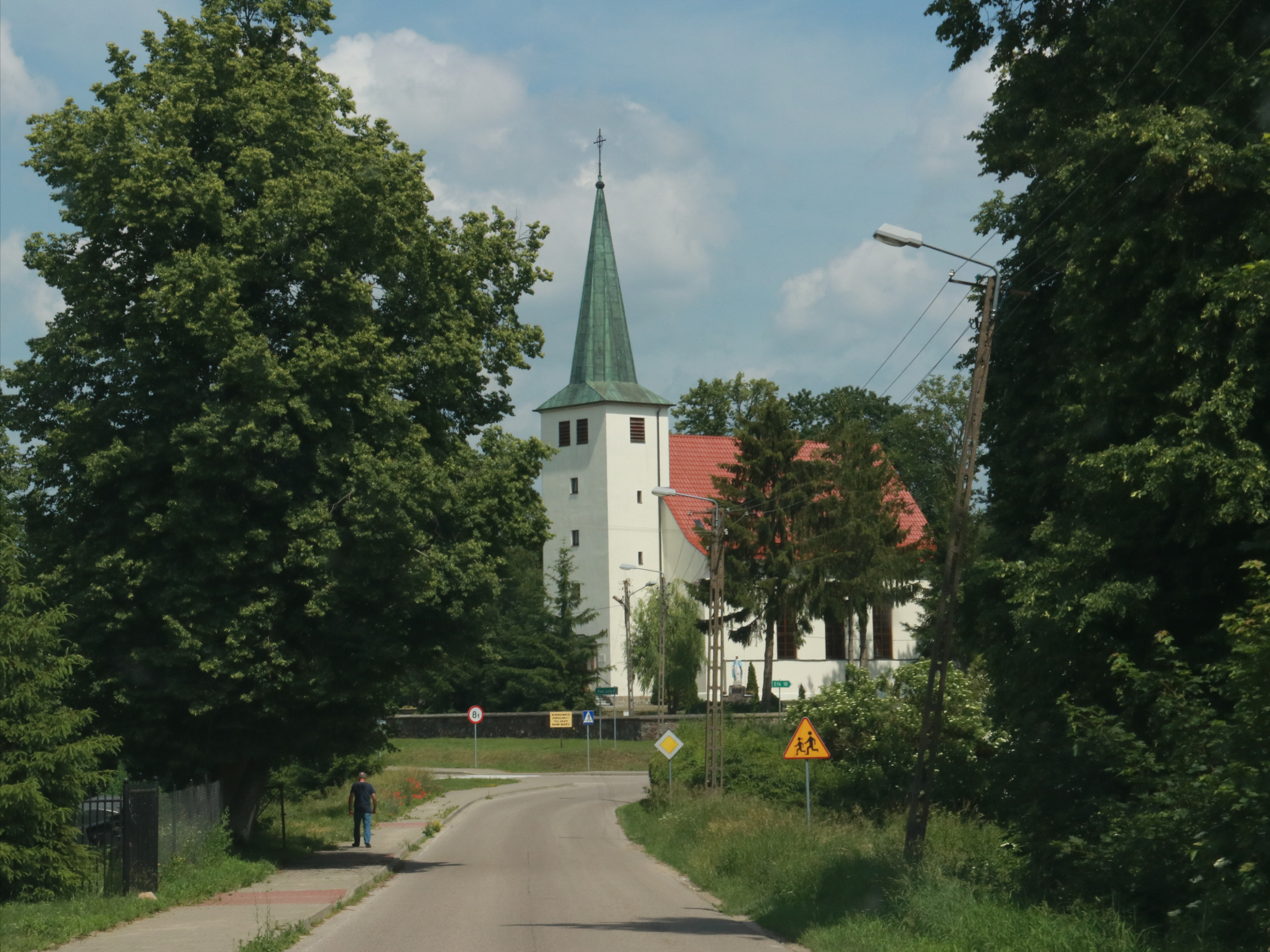
Kirche von Zelki / Neuhoff (2019)

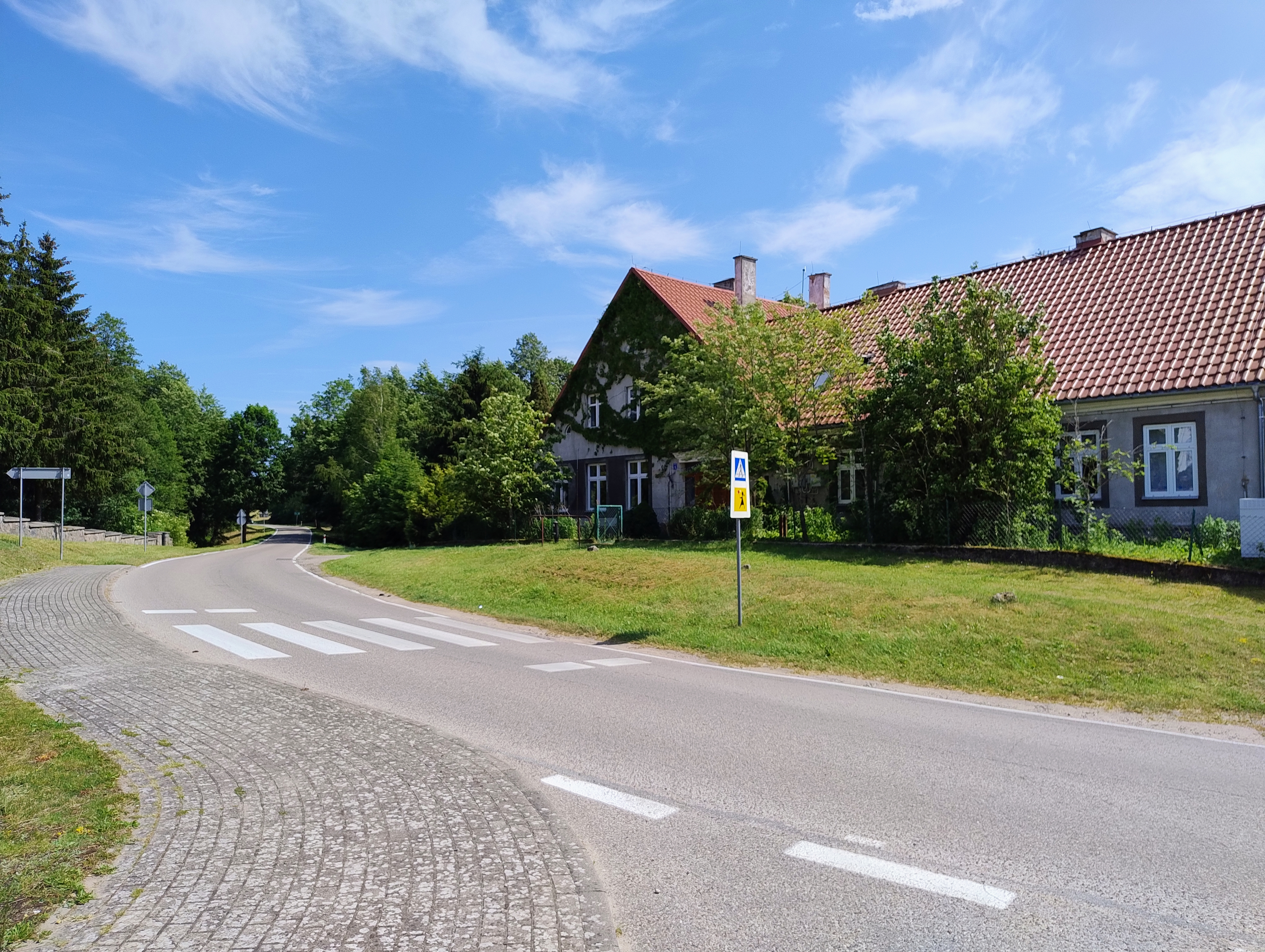
(2025)

Zelki [ˈzɛlki] (deutsch Neuhoff) ist ein Dorf in der polnischen Woiwodschaft Ermland-Masuren. Es gehört zur Landgemeinde Wydminy (Widminnen) im Powiat Giżycki (Kreis Lötzen).

## Geographische Lage
Zelki liegt in der östlichen Mitte der Woiwodschaft Ermland-Masuren, 27 Kilometer südöstlich der Kreisstadt Giżycko (Lötzen).

## Geschichte
Das Guts- und Kirchdorf mit seiner Försterei wurde 1513 gegründet. Damals hieß es Selken, nach 1871 auch Neuhof bzw. bis 1945 Neuhoff. Die Försterei wurde 3,5 Kilometer westlich des Dorfes errichtet.
Am 29. März 1874 wurde Neuhoff Amtsdorf und damit namensgebend für einen Amtsbezirk, der bis 1945 bestand und zum Kreis Lötzen im Regierungsbezirk Gumbinnen (1905 bis 1945: Regierungsbezirk Allenstein) in der preußischen Provinz Ostpreußen gehörte. Im gleichen Zeitraum war Neuhoff Sitz eines Standesamtes.
Im Jahre 1910 zählte der Gutsbezirk Neuhoff 368 Einwohner. 
Aufgrund der Bestimmungen des Versailler Vertrags stimmte die Bevölkerung im Abstimmungsgebiet Allenstein, zu dem Neuhof gehörte, am 11. Juli 1920 über die weitere staatliche Zugehörigkeit zu Ostpreußen (und damit zu Deutschland) oder den Anschluss an Polen ab. In Neuhof stimmten 120 Einwohner für den Verbleib bei Ostpreußen, auf Polen entfiel keine Stimme.
Am 30. September 1928 vergrößerte sich der inzwischen zur Landgemeinde umgewandelte Ort um drei Nachbardörfer: Berghof (polnisch Berkowo), Heybutten (Hejbuty) und Krzywen (Sodrest) (1938 bis 1945 Kriewen, polnisch Krzywe). Die Einwohnerzahl stieg bis 1933 auf 659 und belief sich 1939 noch auf 619.
In Kriegsfolge kam Neuhoff 1945 mit dem gesamten südlichen Ostpreußen zu Polen und führt seither die polnische Namensform „Zelki“. Heute ist Sitz eines Schulzenamtes (polnisch sołectwo) und eine Ortschaft im Verbund der Landgemeinde Wydminy (Widminnen) im Powiat Giżycki (Kreis Lötzen), vor 1998 der Woiwodschaft Suwałki, seither der Woiwodschaft Ermland-Masuren zugehörig.

### Amtsbezirk Neuhoff (1874–1945)
Der Amtsbezirk Neuhoff bestand 71 Jahre und wurde ursprünglich aus elf Dörfern gebildet:
| Name              | Änderungsname 1938 bis 1945 | Polnischer Name | Bemerkungen                                               |
| ----------------- | --------------------------- | --------------- | --------------------------------------------------------- |
| Berghof           |                             | Berkowo         | 1928 nach Neuhoff eingemeindet                            |
| (Adlig) Bialla    | Bleichenau                  | Biała Giżycka   | 1928 nach Adlig Wolla eingemeindet                        |
| Heybutten         |                             | Hejbuty         | 1928 nach Neuhoff eingemeindet                            |
| Krzywen (Sodrest) | Kriewen                     | Krzywe          | 1928 nach Neuhoff eingemeindet                            |
| Mallinken         | (ab 1930:) Birkfelde        | Malinka         |                                                           |
| Neuhoff           |                             | Zelki           |                                                           |
| Pammern           |                             | Pamry           | 1928 nach Mallinken eingemeindet                          |
| Ranten            |                             | Ranty           | 1928 nach Radzien im Amtsbezirk Groß Gablick eingemeindet |
| Rostken           |                             | Rostki          | 1928 nach Talken eingemeindet                             |
| Werder            |                             | Ostrów          | 1928 nach Adlig Wolla eingemeindet                        |
| (Adlig) Wolla     | Freihausen                  | Pańska Wola     |                                                           |
| ab 1929: Talken   |                             | Talki           | gehörte bis 1929 zum Amtsbezirk Groß Konopken             |

Am 1. Januar 1945 bildeten nur noch vier Gemeinden den Amtsbezirk: Birkfelde, Freihausen, Neuhoff und Talken.

## Kirche

### Kirchengebäude
Die erste und von vornherein evangelische Kirche in Selken entstand 1550 unter dem Freiherrn Wolf von Heydeck. 1840 musste sie wegen Baufälligkeit abgerissen werden und erhielt zwischen 1842 und 1844 einen Nachfolgebau, dessen Entwurf durch den Einfluss Karl Friedrich Schinkels geprägt war. Im 1932 brannte die Kirche ab und wurde 1934 durch ein neues Gebäude nach dem Entwurf des Architekten Hans A. Maurer (1900–1979), geprägt durch die Stuttgarter Schule, in Rastenburg (polnisch Kętrzyn) ersetzt. Die künstlerische Ausmalung nahm Paul Koralus aus Widminnen (Wydminy) vor, u. a. durch ein Wandgemälde „Der Fischzug des Petrus“ hinter dem Altar.
Das bis 1945 evangelische Gotteshaus ist heute katholische Pfarrkirche und trägt den Namen der Gottesmutter von Gietrzwałd.

### Kirchengemeinde

#### Evangelisch
Ursprünglich gehörte die Kirchengemeinde Selken resp. Neuhoff mit ihrem mehrere Ortschaften umfassenden Kirchspiel zur Inspektion Lyck (polnisch Ełk), danach bis 1945 zum Kirchenkreis Lötzen in der Kirchenprovinz Ostpreußen der Kirche der Altpreußischen Union. Im Jahre 1925 zählte die Pfarrei 1.760 Gemeindeglieder.
Flucht und Vertreibung der einheimischen Bevölkerung machte kirchliches Leben zunächst nicht mehr möglich. Nur wenige evangelische Kirchenglieder gibt es heute in der Region Zelki, die jetzt aber zur Kirchengemeinde in Wydminy in der Diözese Masuren der Evangelisch-Augsburgischen Kirche gehören.

#### Römisch-katholisch
Bis 1945 waren die zahlenmäßig wenigen katholischen Kirchenglieder im Raum Neuhoff in die Katholische Pfarrkirche St. Bruno Lötzen im Bistum Ermland eingepfarrt. Aufgrund der Übersiedlung zahlreiches polnischer Neubürger konnte sich in Zelki nach 1945 eine neue Gemeinde etablieren. Zunächst noch von Stare Juchy (Alt Jucha, 1938 bis 1945 Fließdorf) aus betreut, errichtete man 1978 hier eine eigene, 16 Ortschaften zählende Pfarrei, die zum Dekanat Giżycko - św. Krysztofa im Bistum Ełk (Lyck) der Römisch-katholischen Kirche in Polen gehört.

## Verkehr
Die Verkehrsanbindung Zelki ist günstig. Es gibt keinen Anschluss an das Schienennetz mehr, seit am 1. September 2009 der Personenverkehr auf der Bahnstrecke Czerwonka–Ełk (Rothfließ–Lyck) mit der nächstgelegenen Bahnstation Skomack Wielki (Skomatzko, 1938 bis 1945 Dippelsee) eingestellt wurde. Zelki profitiert von der das Dorf durchziehenden Woiwodschaftsstraße DW 656, die die beiden Kreisstädte Giżycko (Lötzen) und Ełk (Lyck) miteinander verbindet. Eine Nebenstraße führt von der polnischen Landesstraße DK 16 (einstige deutsche Reichsstraße 127) direkt bis nach Zelki. Außerdem enden zwei landwegartige Nebenstraßen von den Nachbarorten Pańska Wola (Adlig Wolla, 1938 bis 1945 Freihausen) und Krzywe (Krzywen (Sodrest), 1938 bis 1945 Kriewen) kommend im Ort.